# Saltus Island
Saltus Island är en ö i Bermuda (Storbritannien).   Den ligger i parishen Pembroke, i den sydvästra delen av landet, 2 km väster om huvudstaden Hamilton.